# Saint-Pierre (Bordeaux)
Pour les articles homonymes, voir Saint-Pierre.
Le quartier Saint-Pierre est un quartier historique de Bordeaux (Gironde), situé au centre de la ville. Officiellement, le quartier fait partie de la subdivision Bordeaux Centre.

## Histoire
L'histoire du quartier remonte au XIIIe siècle. À la fin de l'époque romaine, le quartier est le principal point d'entrée des marchandises, par la Garonne.
De nombreuses portes (Porte Cailhau, Porte de Bourgogne, etc.) entours le quartier et servent de point d'entrée stratégique dans la ville.
Le style architectural du quartier est typique du XVIIIe siècle.

## Situation et accès
Le quartier est difficilement accessible en voiture depuis la fermeture du pont de pierre.
Le quartier est bordé par toutes les lignes du tramway de Bordeaux, et est desservi par de nombreuses lignes de bus.